# Filmstaden Örebro
Filmstaden Örebro är en biograf på Drottninggatan i Örebro, ägd av AMC Theatres. Biografen har 10 salonger med plats för mellan 49 och 315 personer, totalt 1124 platser. Filmstaden i Örebro invigdes i april 1989 och bestod av tio salonger, vilka byggdes i anslutning till den befintliga singelbiografen Saga.